# Mali mistrzowie

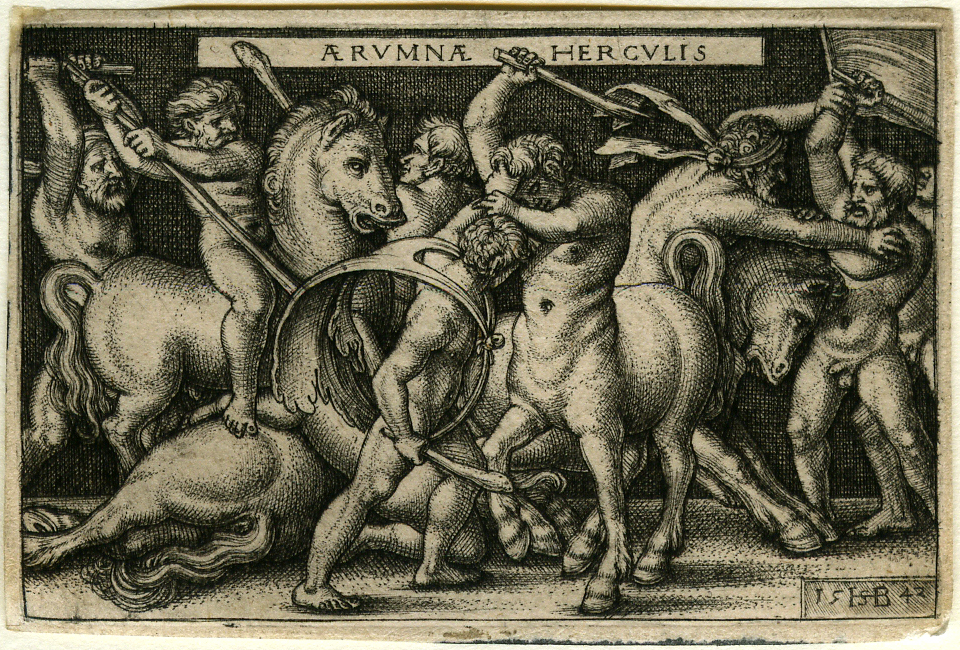
Hans Sebald Beham, Herkules walczący z centaurami (1542)

Mali mistrzowie (niem. Kleinmeister) – grupa niemieckich miedziorytników i akwaforcistów działających w pierwszej połowie XVI wieku.
Tworzyli małoformatowe ryciny (stąd nazwa) ornamentalne i figuralne o różnorodnej tematyce: biblijnej, mitologicznej, historycznej, alegorycznej i rodzajowej. Podejmowali tematykę związaną z reformacją oraz ówczesną sytuacją społeczno-polityczną. Opierali się głównie na grafikach Albrechta Dürera oraz włoskich artystów renesansowych. Ich ornamentowe sztychy często służyły za wzory licznych wyrobów rzemiosła artystycznego. Spośród małych mistrzów szerszą działalność malarską rozwinął jedynie Georg Pencz.
Określenie "mały mistrz" zostało użyte już w 1679 przez Joachima von Sandrarta.
Należeli do nich m.in.: Heinrich Aldegrever, Albrecht Altdorfer, Jost Amman, Barthel Beham, Hans Sebald Beham, Jakob Binck, Hans Brosamer, Daniel Hopfer, Ludwig Krug, Johann Ladenspelder, Georg Pencz.

## Galeria

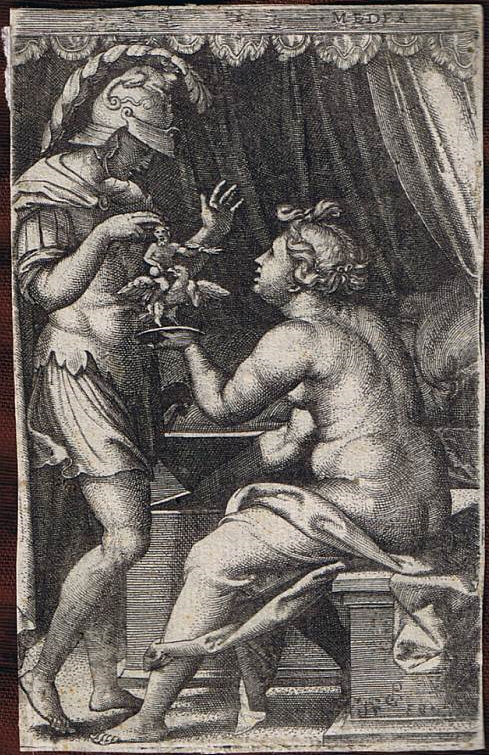
Georg Pencz, Jazon i Medea (1539)
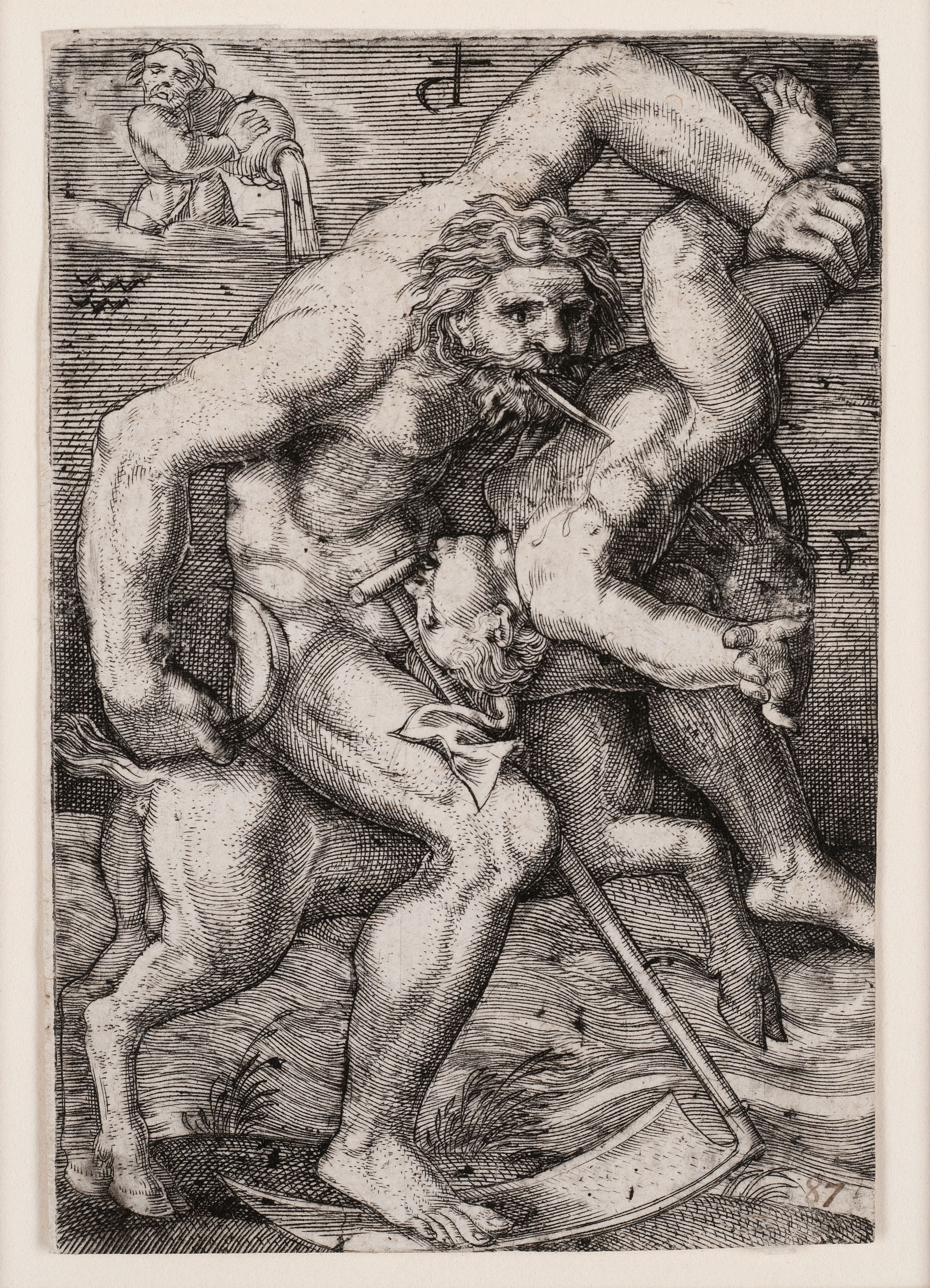
Johann Ladenspelder,  Saturn
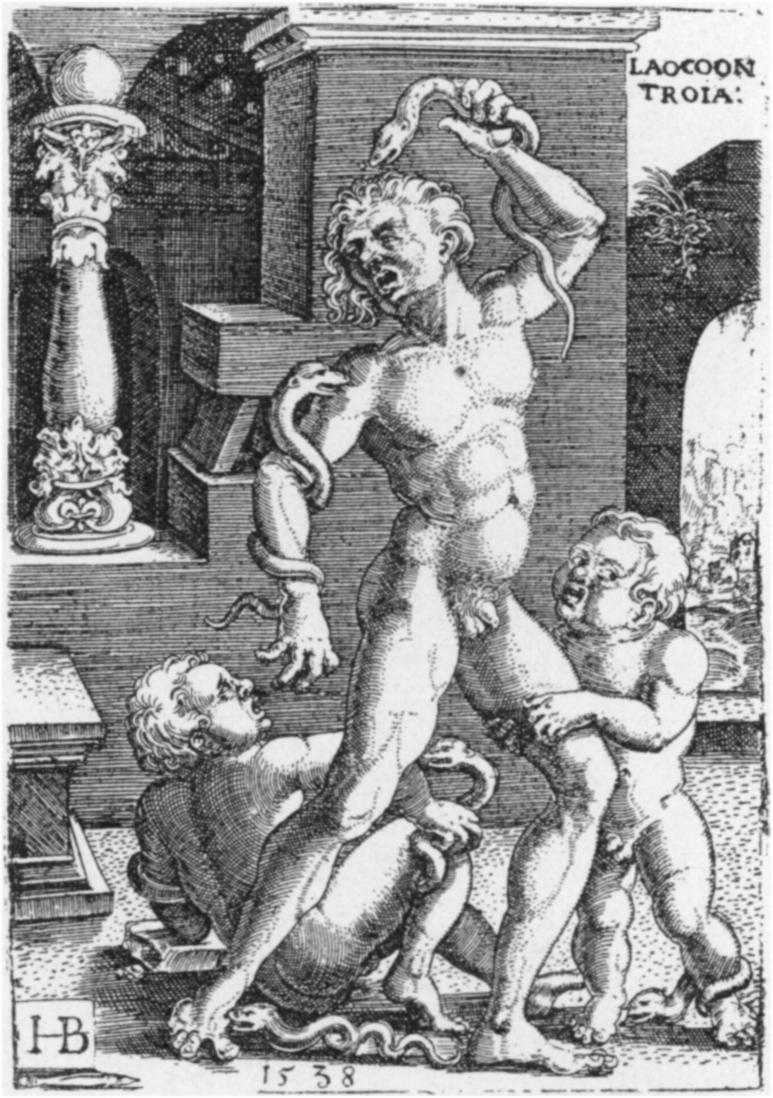
Hans Brosamer, Grupa Laokoona (1528)
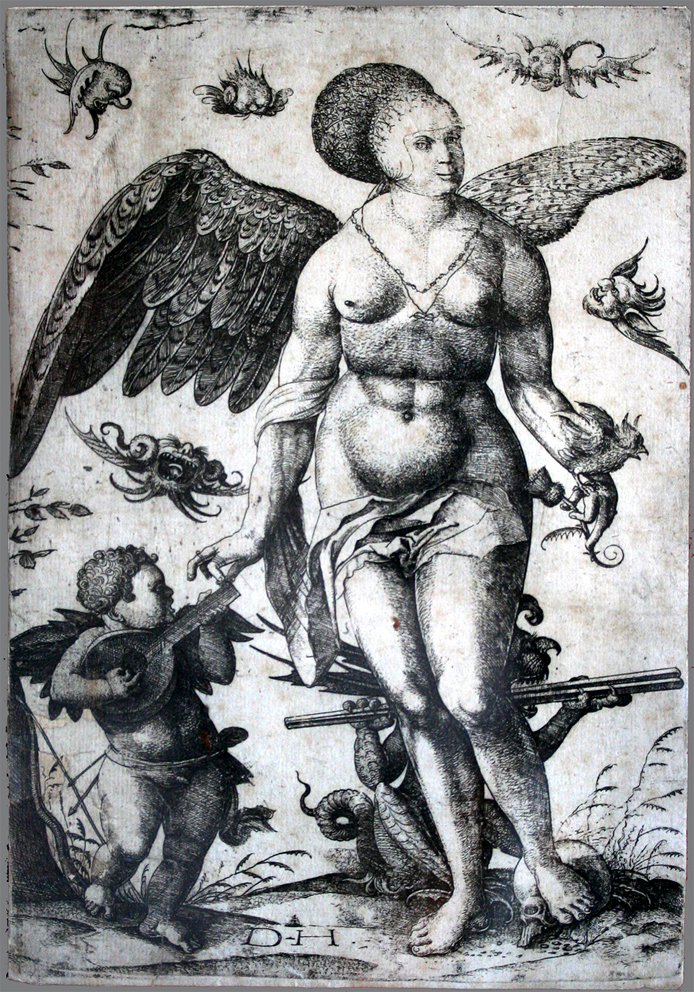
Daniel Hopfer, Wenus i Amor
Jost Amman, Mistrz murarski (1536)

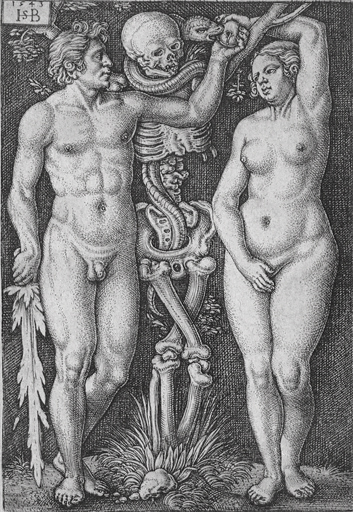
Hans Sebald Beham, Adam i Ewa (1543)
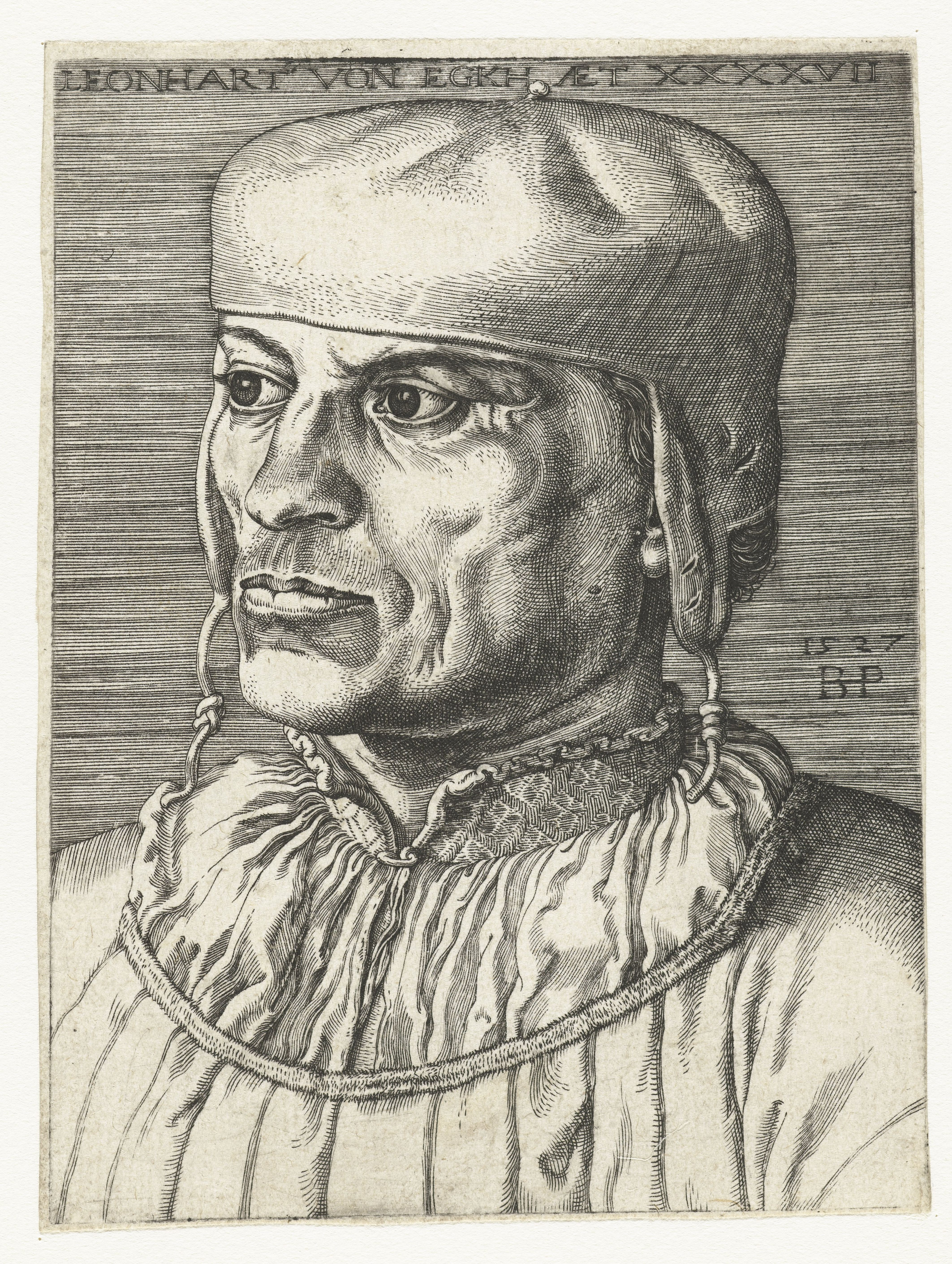
Barthel Beham, Dr Leonhard von Eck (1527)
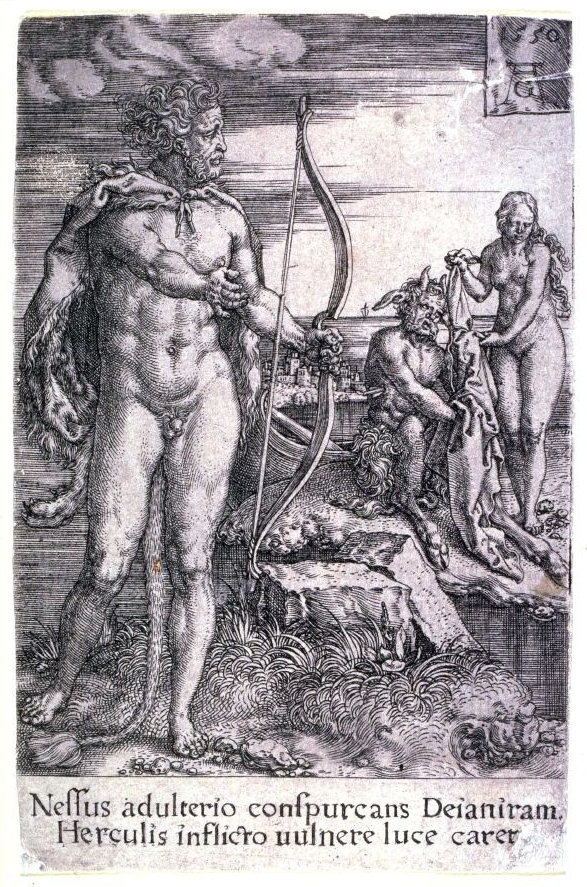
Heinrich Aldegrever, Herkules i centaur (1550)
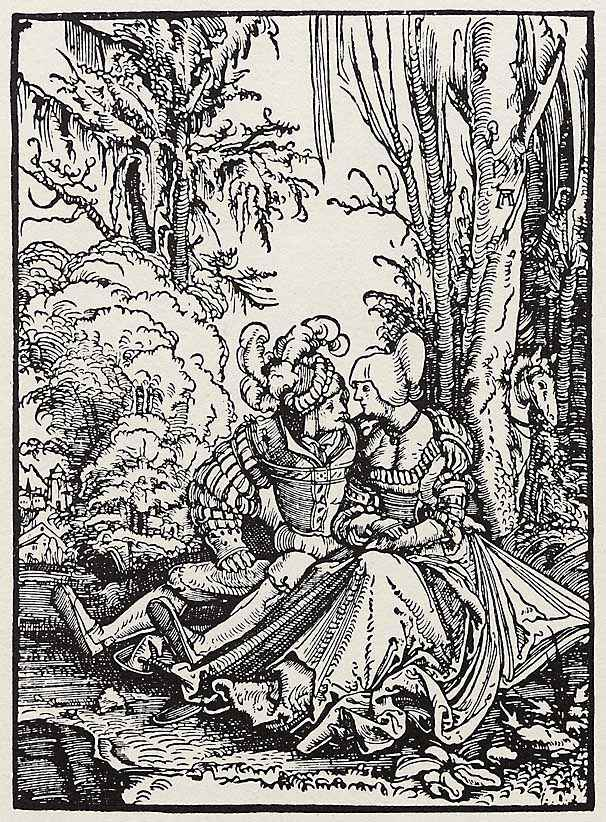
Albrecht Altdorfer, Zakochani (1511)
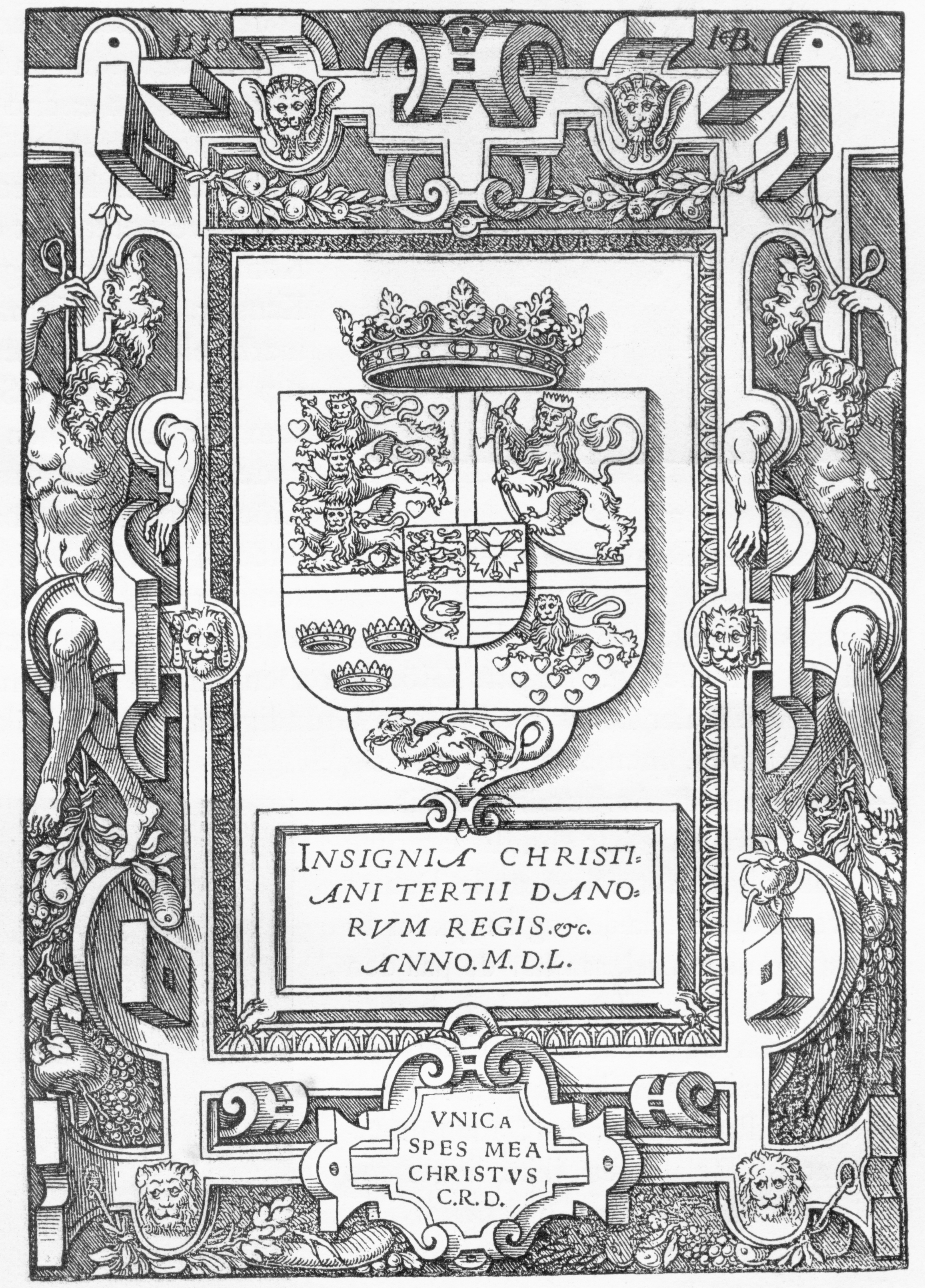
Jacob Binck, Herb Chrystiana III Oldenburga (1550)